# Município de Benton (condado de Ottawa, Ohio)
Localização do Ohio nos E.U.A.
O município de Benton (em inglês: Benton Township) é um município localizado no condado de Ottawa no estado estadounidense de Ohio. No ano 2010 tinha uma população de 2641 habitantes e uma densidade populacional de 22,9 pessoas por km².

## Geografia
O município de Benton encontra-se localizado nas coordenadas 41° 34′ 01″ N, 83° 14′ 42″ O. Segundo o Departamento do Censo dos Estados Unidos, o município tem uma superfície total de 115.32 km², da qual 114,7 km² correspondem a terra firme e (0,54 %) 0,62 km² é água.

## Demografia
Segundo o censo de 2010, tinha 2641 pessoas residindo no município de Benton. A densidade de população era de 22,9 hab./km².